# Glekia krebsiana
Glekia krebsiana är en flenörtsväxtart som först beskrevs av George Bentham, och fick sitt nu gällande namn av O.M. Hilliard. Glekia krebsiana ingår i släktet Glekia och familjen flenörtsväxter. Inga underarter finns listade i Catalogue of Life.